# Демидов, Илья Валерьевич
Илья Валерьевич Демидов (род. 14 апреля 1979, Москва) — российский хоккеист, защитник. Тренер.

## Биография
Воспитанник московского «Динамо», в сезонах 1995/96 — 1996/97 играл за вторую команду. На драфте НХЛ 1997 года был выбран в 6-м раунде под общим 140-м номером клубом «Калгари Флеймз» и вскоре уехал в Северную Америку, где выступал за команды низших лиг «Ошава Дженералз» (OHL, 1997/98 — 1999/2000), «Гранд-Рапидс Гриффинс» (2000/01, IHL, 2001/02, AHL), «Мобил Мистикс» (ECHL, 2001/02). В дальнейшем выступал за команды «Лада-2» (2002/03), «Крылья Советов» (2003/04, 2007/08, 2009/10), «Химик» Воскресенск (2003/04), «Кристалл» Электросталь (2003/04), «Рига 2000» (Латвия, 2004/05, 2006/07 2007/08 — 2008/09), «Трактор» (2005/06), «Амур-2» (2005/06) «Химик»-СКА Новополоцк (Белоруссия, 2005/06).
Два сезона не играл. В 2012 году уехал в Германию. В сезоне 2012/13 играл в Оберлиге (D3) за команду ФАСС Берлин. В сезонах 2014/15 — 2017/18 — играющий тренер в команде Регионаллиги (D4) «Берлин Блюз». Из-за пандемии ковида, команда обанкротилась, а вид на жительство Демидова заменили на визу. Вернувшись в Россию, в сезоне 2022/23 работал тренером по ОФП в команде МХЛ «Крылья Советов». В сезоне 2023/24 — тренер (skills coach) в команде NAHL «Анкоридж Вулверинз».
Участник юниорского чемпионата Европы 1997.